# Mujer ante el espejo (Tiziano)
La Mujer ante el espejo (en italiano: Donna allo specchio) es un cuadro en óleo sobre tela (96x76 cm) de Tiziano, fechado alrededor de 1512-1515 y conservado en el  Louvre de París. El célebre cuadro fue expuesto temporalmente en Milán, en la Sala Alessi del Palacio Marino, del 3 de diciembre de 2010 al 6 de enero de 2011.

## Historia
La obra es conocida desde cuando se encontraba en las galerías de los Gonzaga en Mantua, que fueron compradas por Carlos I de Inglaterra. Después de la decapitación del soberano la tela en cuestión, en la subasta de los bienes de la corona, fue comprado por los agentes de Luis XIV de Francia, que la custodió en Versalles.
Se han hecho con el tiempo numerosos intentos de identificación de la mujer que prestó el rostro a los retratos, como amante de Tiziano, como Laura Dianti amante de Alfonso I de Este, como Isabella Boschetti, amante de Federico Gonzaga. Tales hipótesis, sin embargo, no coinciden con la datación basada en el análisis estilístico, que vincula el trabajo hacia 1512-15, antes de que el artista entretejiera relaciones con las cortes de Mantua y Ferrara. Laura Dianti fue retratada por Tiziano en una obra de 1523. Probablemente se trata de una simple modelo que reaparece en otros cuadros.
La misma mujer de cabello rubio y ondulado es, de hecho, el tema de una serie de pinturas que datan de esos años: Flora en la Galería Uffizi, Vanidad en Múnich, Salomé de la Galería Doria-Pamphili, Violante y Mujer joven con túnica negra de Viena. Se trataba, sin embargo, de una costumbre para el taller del artista (verificable, por ejemplo, también para la serie vinculada a la "Bella") de crear obras similares con variantes de los mismos estudios, sino exactamente del mismo modelo. La misma mujer aparece además, similar, en el personaje vestido del 'Amor sacro y amor profano y en algunas Madonnas.
De la obra se conocen muchas versiones, incluso de calidad, pero ninguna al nivel del prototipo. Las mejores en el MNAC de Barcelona, en la Galería del Castillo de Praga y en la Galería Nacional de Arte de Washington.

## Descripción y estilo

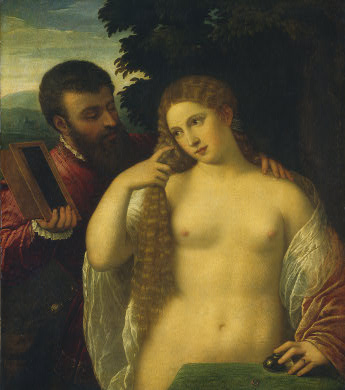
La variante de Washington, generalmente asignada al taller de Tiziano.

Una mujer de belleza ideal se asoma por un parapeto tocando un objeto apoyado sobre él (un frasco, que quizás contenga perfumes o ungüentos), mientras con la derecha se acaricia el cabello. Un hombre, detrás de ella, sostiene un espejo para mostrar el lado posterior de la mujer y la ventana que ilumina la habitación: se trata de un motivo vinculado al debate sobre el paragone de las artes, según el cual también la pintura, al igual que la escultura, podía ofrecer múltiples vistas de un tema. El hombre sostiene también un segundo espejo, visible de perfil, en el cual la mujer se mira mientras se arregla.
El estilo de la Mujer ante el espejo muestra esa armonía de colores y de composición típica de la producción juvenil de Tiziano, exaltando la belleza del sujeto, incluso con un fuerte valor sensual: las mujeres de la época llevaban el cabello suelto solo en la intimidad doméstica, y esto le confiere a la pintura un carácter erótico que prevalece sobre otras referencias al tema de la vanidad (el frasco de ungüento, el juego de los espejos).